# Corrado di Beseno
Corrado di Beseno (fl. XII-XIII secolo) è stato principe vescovo di Trento dal 1189 al 1205.

## Biografia
Membro della famiglia dei signori di Povo e di Beseno, era figlio di Carbonio e nipote di Pellegrino, patriarca di Aquileia dal 1130 al 1161.
Fu decano del Capitolo della Cattedrale e vicedomino. Fu eletto vescovo il 6 dicembre 1188 al posto del defunto Alberto Madruzzo e fu confermato l'anno successivo. Sempre nel 1189 ottenne dall'imperatore Federico Barbarossa i diritti su alcune miniere del territorio.
Promosse la creazione di diversi ospizi a Trento, e ne approvò la costituzione di un altro, dell'Ordine teutonico, a Bolzano. Nel 1194 consacrò la chiesa di San Tommaso di Canterbury a Riva del Garda, nel 1197 Sant'Ilario a Rovereto, nel 1193 o 1203 le chiese di San Nicolò a Carano, San Tommaso a Daiano e Santi Pietro e Paolo a Varena.
In lotta con dei vassalli ribelli, nel 1191 ottenne dall'imperatore Enrico VI il diritto di abbattere fortificazioni costruite senza il suo permesso e di sciogliere associazioni e alleanze organizzate alle sue spalle. Nel 1200 e poi nel 1201 a causa di due insurrezioni armate dovette abbandonare Trento, riuscendo poi a riconquistarla. Nel 1201 fece un accordo sul teloneo con il vescovo di Bressanone. Nel 1204 ad Ala fu costretto a firmare un trattato svantaggioso con il podestà di Verona e Udalrico di Arco. L'8 marzo 1205 rinunciò alla diocesi, ritirandosi in monastero. Tentò poi, senza successo, di tornare al suo posto. Gli succedette, nel 1207 dopo due anni di sede vacante, Federico Vanga.
Era ancora vivo, in Friuli, nel 1210.